# Grassen
Grassen är en bergstopp i Schweiz.   Den ligger i kantonen Uri, i den centrala delen av landet, 80 km öster om huvudstaden Bern. Toppen på Grassen är 2 946 meter över havet, eller 187 meter över den omgivande terrängen. Bredden vid basen är 1,4 km.
Terrängen runt Grassen är huvudsakligen mycket bergig. Närmaste större samhälle är Engelberg, 7,3 km nordväst om Grassen. 
Trakten runt Grassen består i huvudsak av gräsmarker. Runt Grassen är det mycket glesbefolkat, med 3 invånare per kvadratkilometer.